# بنجامين يو
بنجامين يو (بالإنجليزية: Benjamin Yeo)‏ هو موزع وملحن سنغافوري، ولد في 1985 في سنغافورة.